# Brandur Enni

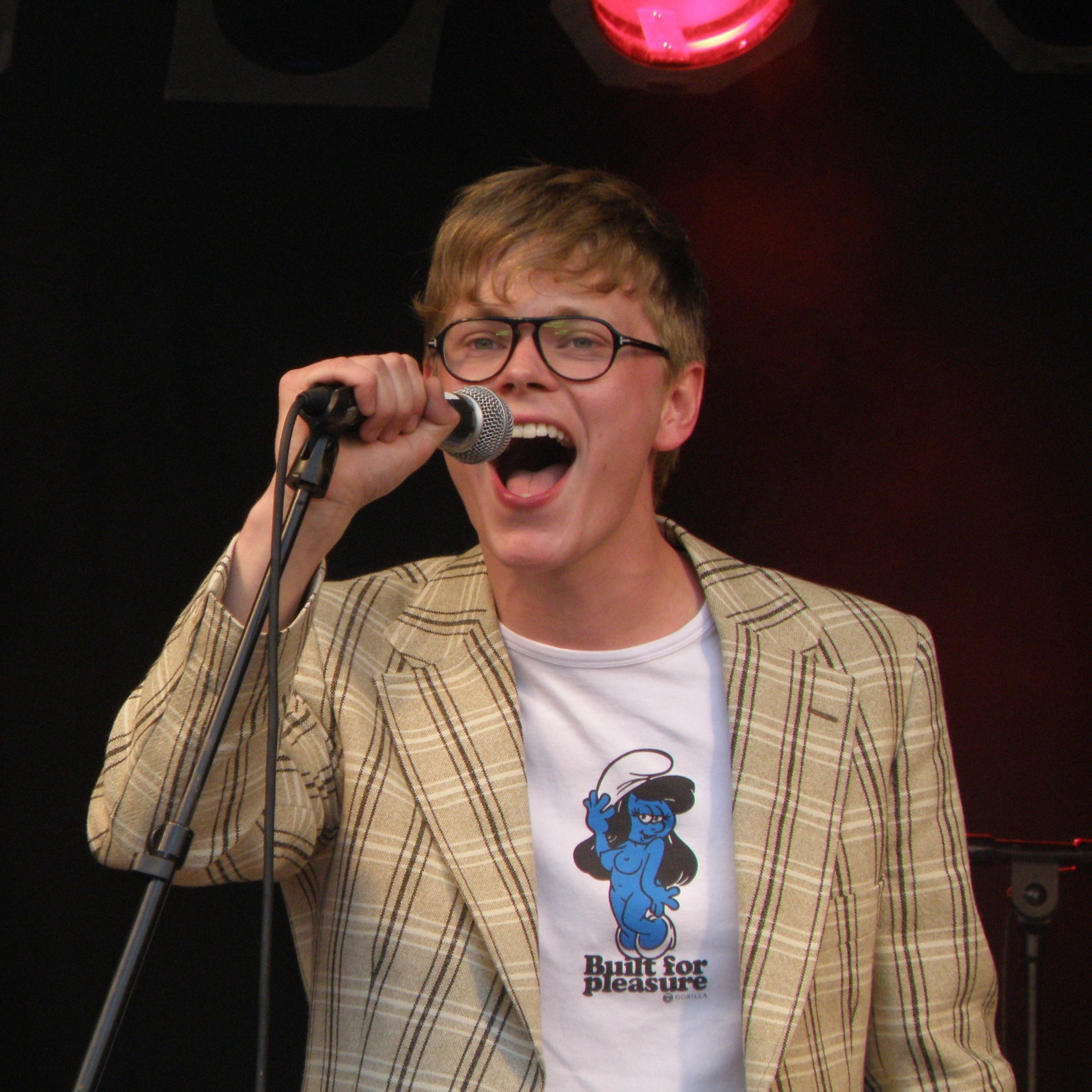
Brandur Enni, 2009

Brandur Helgason Enni (Tvøroyri, 15 april 1989) is een Faeröers singer-songwriter. Hij speelt gitaar, trompet, piano en flügelhorn.
In augustus 2006 verhuisde Brandur naar Zweden, waar hij twee jaar muziek studeerde aan de Music Production Academy Musikmakarna. Brandurs broer Tróndur Enni is ook zanger en hij schrijft ook liedjes. Ook speelt hij verschillende muziekinstrumenten. Hij is bekend op de Faeröereilanden en soms treedt hij samen op met zanger Eyðun Nolsøe. Op het Midzomerfestival in Tvøroyri speelde de broertjes Enni, Brandur en Tróndur, samen op met nog andere Faeröerse muzikanten.

## Carrière
Brandur Enni bracht zijn debuutalbum genaamd Waiting in the Moonlight uit in 2002, toen hij nog maar 12 jaar was. Enni werd populair op de Faeröer en in IJsland en later ook nog in andere landen, waaronder Zweden. Hier werd hij vooral bekend toen hij meedeed met het Melodifestival 2008. Dit evenement wordt elk jaar gehouden om de beste kandidaat voor het Eurovisiesongfestival voor Zweden te vinden. Brandur Enni zong een ballade genaamd Lullaby. Hij werd 7e in de halve finale. 
Enni heeft op een aantal zomerfestivals opgetreden op de Faeröer: Summarfestivalurin (Zomerfestival) in Klaksvík, The Asfalt Music Festival in Tórshavn en het Jóansøkufestival (Midzomerfestival) in Suðuroy. In december 2007 tekende Brandur een platencontract met Air Chrysalis Scandinavia. Brandur werkt verder samen met producent Christoffer Lundquist (bekend van onder meer Per Gessle, Moneybrother en Roxette).
In 2009 zong Brandur samen met de Zweedse zangeres Molly Sandén de Zweedse versie van Right Here, Right Now in High School Musical 3 in. De Zweedse titel van het liedje is Just Här, Just Nu. In datzelfde jaar (2009) bracht Brandur de single Sometimes Truth Needs A Lie uit.

### Planet Awards
Elk jaar in december geven de Faeröerse kranten Sosialurin en Portal.fo de Planet Awards aan muzikanten in de volgende categorieën: "Beste Faeröerse band of zanger", "Beste uitgave", "Beste zangeres", "Beste zanger", "Beste nieuwe band" en "Beste song". Brandur Enni won de Planet Award 2009 in de categorie "Beste zanger".